# Nouveau constitutionnalisme latino-américain

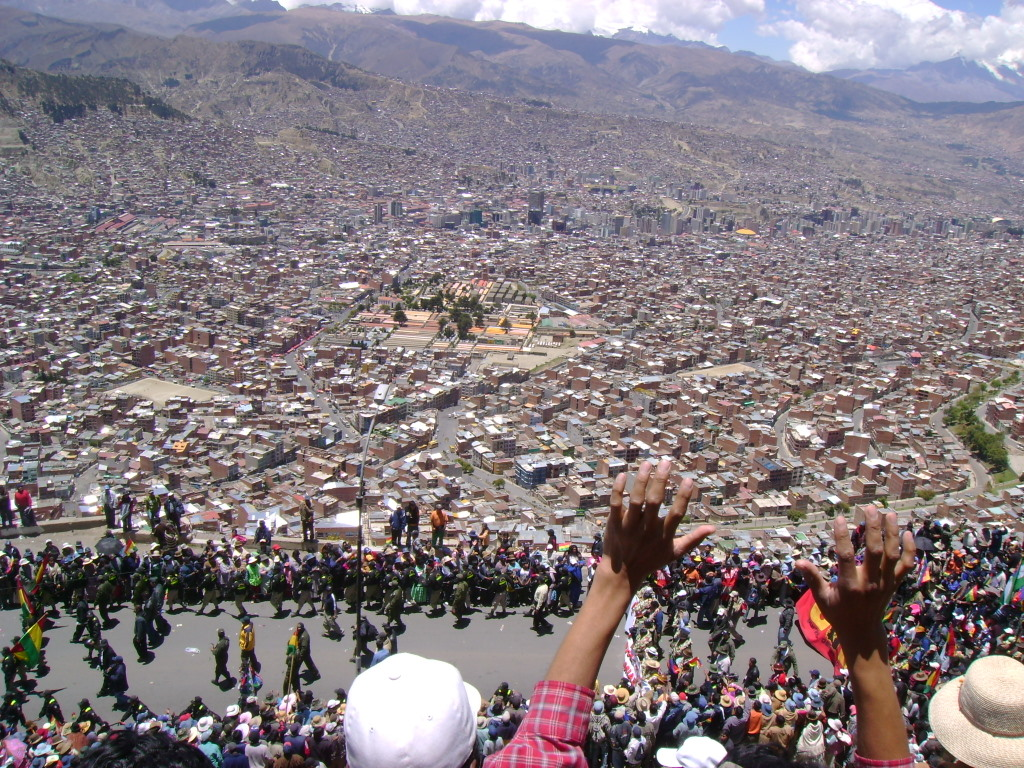
Manifestation pour la Constitution bolivienne de 2009.

Le nouveau constitutionnalisme latino-américain désigne les mouvements politiques exigeant le renouvellement des constitutions des pays d'Amérique latine, depuis la Constitution colombienne de 1991. Ces textes, auxquels comptent la Constitution équatorienne de 2008 et la Constitution de la république bolivarienne du Venezuela, sont marquées par des évolutions indigénistes et démocratiques vers le plurinationalisme.